# Joan Dalla
Joan Dalla és un drama en tres actes i en prosa, escrit per Àngel Guimerà. Va ser el darrer drama que va escriure Guimerà i l'acció de l'obra transcorre durant el setge i caiguda de Barcelona l'11 de setembre de 1714.
L'estrena de l'obra, que havia de fer la companyia de teatre de Jaume Borràs, va ser anunciada per a l'11 de gener de 1921 al teatre Novetats de Barcelona, però una ordre governativa emesa el mateix en què havia d'estrenar-se, va prohibir-ne les representacions a causa del seu caire «separatista».
El grup de teatre d'aficionats de l'associació «Joventut Nacionalista» de Montblanc va decidir estrenar l'obra i en va demanar permís a l'autor, que els va concedir i va acceptar d'assistir personalment a l'estrena. En assabentar-se'n el governador de Tarragona, va escriure a l'alcalde de Montblanc per prohibir-ne l'estrena també en aquella població. L'alcalde, però, va assegurar al governador que es feia responsable de la seguretat de l'estrena i d'evitar que s'hi produïssin aldarulls. Aquella estrena, el 27 de març de 1921, amb l'assistència de Guimerà, va ser una gran esdeveniment, del qual es van fer ressò no únicament la premsa local, sinó altres publicacions, com ara La Veu de Catalunya, que hi va enviar un redactor. Autoritats de Montblanc i de la comarca van anar a rebre Guimerà a l'estació i li van oferir una recepció a l'Ajuntament.
A Barcelona, quan es va intentar programar-la de nou l'any 1930, tot i que el governador civil ja era un altre, tampoc va rebre el permís corresponent «por considerar que los actuales momentos no son propicios para ello». La primera representació a la ciutat comtal va fer-se al Gran Teatre Espanyol el 22 de maig de 1931, ja durant la Segona República. Va tenir un gran èxit i diverses companyies, professionals i d'aficionats, van fer representacions per altres poblacions de Catalunya.
L'acció de l'obra té lloc a la Barcelona de 1714.